# Kronan (navio de 1668)
O Kronan, também chamado de Stora Kronan, foi um navio de linha operado pela Marinha Sueca e uma das maiores embarcações do mundo na época. Sua construção começou em 1665 e foi atrasada por dificuldades de financiamento e conflitos entre o construtor Francis Sheldon e o almirantado sueco. O navio afundou em mares bravios depois de apenas quatro anos de serviço em 1º de junho de 1676 na Batalha de Öland, travada durante a Guerra da Escânia, emborcando enquanto fazia uma virada com muita vela e tendo sua proa destruída por uma explosão em um dos depósitos de munição. Ele afundou rapidamente com oitocentos mortos, mais vários itens valiosos como canhões e moedas.
A perda do Kronan foi um golpe terrível contra a Suécia na Guerra da Escânia. Além de ser o maior e mais poderoso navio da Marinha Sueca, também tinha uma importância como um dos símbolos da monarquia do então jovem rei Carlos XI. Os suecos também perderam uma proporção considerável de seus melhores marinheiros, o comandante supremo interino Lorentz Creutz, vários oficiais graduados da frota e o chefe do estado-maior médico da marinha. Uma comissão foi imediatamente estabelecida por ordens do rei com o objetivo de investigar se algum indivíduo poderia ser responsabilizado pela derrota na Batalha de Öland e por outras grandes derrotas na guerra, mas ninguém nunca foi penalizado.
A maioria dos canhões que naufragaram com o Kronan foram recuperados na década de 1680, mas os destroços acabaram caindo na obscuridade. Sua posição exata foi redescoberta em 1980 pelo pesquisador amador Anders Franzén. Várias operações de mergulho foram realizadas desde então a fim de pesquisar e escavar o local dos destroços e recuperar artefatos, com o Kronan tendo se tornado um dos naufrágios mais conhecidos no Mar Báltico depois do Vasa. Mais de trinta mil artefatos já foram recuperados e muitos foram conservados e colocados em exibição permanente no Museu Regional de Kalmar. Este também é o responsável pelas operações de arqueologia nos destroços.

## Antecedentes

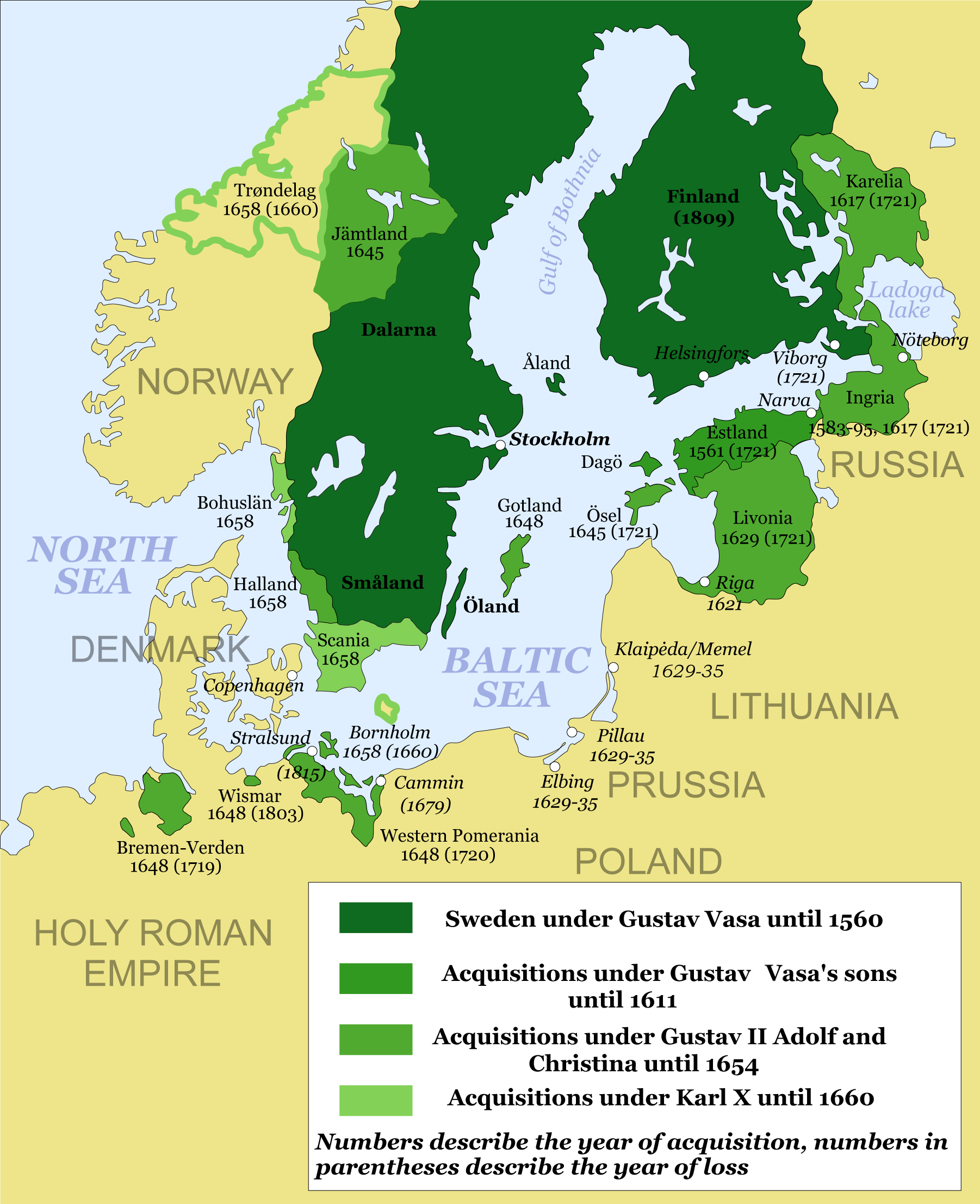
Ganhos e perdas territoriais do Império Sueco de 1560 a 1815; o país estava no seu auge na época do Kronan

O Império Sueco estava no seu auge como grande potência europeia em meados da década de 1660. Tinha derrotado a Dinamarca, uma de suas principais adversárias regionais pela hegemonia no Mar Báltico, na Guerra de Torstenson entre 1643 e 1645 e na Guerra Dano-Sueca de 1657 a 1658. O Tratado de Brömsebro de 1645 e o Tratado de Roskilde de 1658 forçaram a Dinamarca a ceder as ilhas da Gotlândia e Ösel, todos os seus territórios orientais na Península Escandinava e partes da Noruega. O rei Carlos X Gustavo tentou acabar definitivamente com a Dinamarca em uma terceira guerra travada de 1658 a 1660. Isto era uma ambição ousada em uma sociedade já altamente militarizada voltada para a guerra como um estado fiscal militar. Desfazer os exércitos forçaria o pagamento de salários atrasados, assim havia um outro incentivo para manter as hostilidades e deixar os soldados viverem de saques e das terras inimigas. Este novo ataque contra a Dinamarca ameaçava os interesses comerciais das potências marítimas da Inglaterra e Países Baixos, atrapalhando o equilíbrio de poder no Báltico. Os neerlandeses interviram em 1658 ao enviarem uma frota para ajudar os dinamarqueses. Os ingleses também enviaram uma frota em novembro para ajudar os suecos a manterem o controle do Öresund. A expedição inglesa falhou devido ao clima do inverno e pelo tumulto político que encerrou o Protetorado, frustrando os planos de Carlos Gustavo.
O rei morreu em fevereiro de 1660 e o Tratado de Copenhague encerrou a guerra três meses depois. Carlos XI, filho e sucessor de Carlos Gustavo, tinha apenas cinco anos na época e assim um conselho de regência liderado por sua mãe, a rainha Edviges Leonor, foi estabelecido para exercer o poder até que ele chegasse na maioridade. A Suécia tinha chegado perto de controlar o comércio no Báltico, mas a guerra revelou a necessidade de impedir a formação de uma poderosa aliança antisueca que incluísse a Dinamarca. Houve alguns sucessos na política externa, mais notavelmente a antifrancesa Tríplice Aliança junto com a Inglaterra e Países Baixos. A relação da Suécia com a França melhorou suficientemente até 1672 para que os dois formassem uma aliança. Neste mesmo ano, o rei Luís XIV atacou os Países Baixos e os suecos foram pressionados dois anos depois para entrarem na guerra ao atacarem os aliados germânicos dos neerlandeses. A França prometeu pagar pelos subsídios de guerra que a Suécia desesperadamente necessitava sob a condição de que invadissem Brandemburgo. Um exército sueco de 22 mil soldados sob o comando do marechal de campo Carl Gustaf Wrangel avançou contra Brandemburgo em dezembro de 1674 e sofreu uma pequena derrota tática em junho de 1675 na Batalha de Fehrbellin. Apesar desta não ter sido militarmente significativa, ela manchou a reputação de quase invencibilidade que o Exército Sueco gozava desde a Guerra dos Trinta Anos. Isto encorajou os inimigos suecos, com a Dinamarca, Países Baixos e Sacro Império Romano-Germânico entrando em guerra contra Suécia e França até setembro de 1675.

### Marinha Sueca
A Marinha Sueca era em 1675 numericamente superior à Marinha Dinamarquesa, possuindo em sua frota dezoito navios de linha contra dezesseis e 21 fragatas contra onze, porém os navios suecos eram de forma geral mais velhos e de qualidade inferior aos dinamarqueses, que tinham substituído boa parte de suas embarcações com unidades mais modernas. Os suecos também tinham problemas com manutenção de rotina, com seus aparelhos estando em condições ruins. As tripulações careciam do mesmo nível de profissionalismo encontrado nos marinheiros dinamarqueses e noruegueses, que frequentemente tinham experiência de serviço junto da marinha mercante neerlandesa, com a Marinha Sueca também carecendo de oficiais profissionais, enquanto a Marinha Dinamarquesa tinha veteranos experientes como Cort Adeler e Niels Juel. Os dinamarqueses tinham o reforço de unidades neerlandesas sob o comando de Philips van Almonde e Cornelis Tromp, este último um oficial que tinha servido sob Michiel de Ruyter.

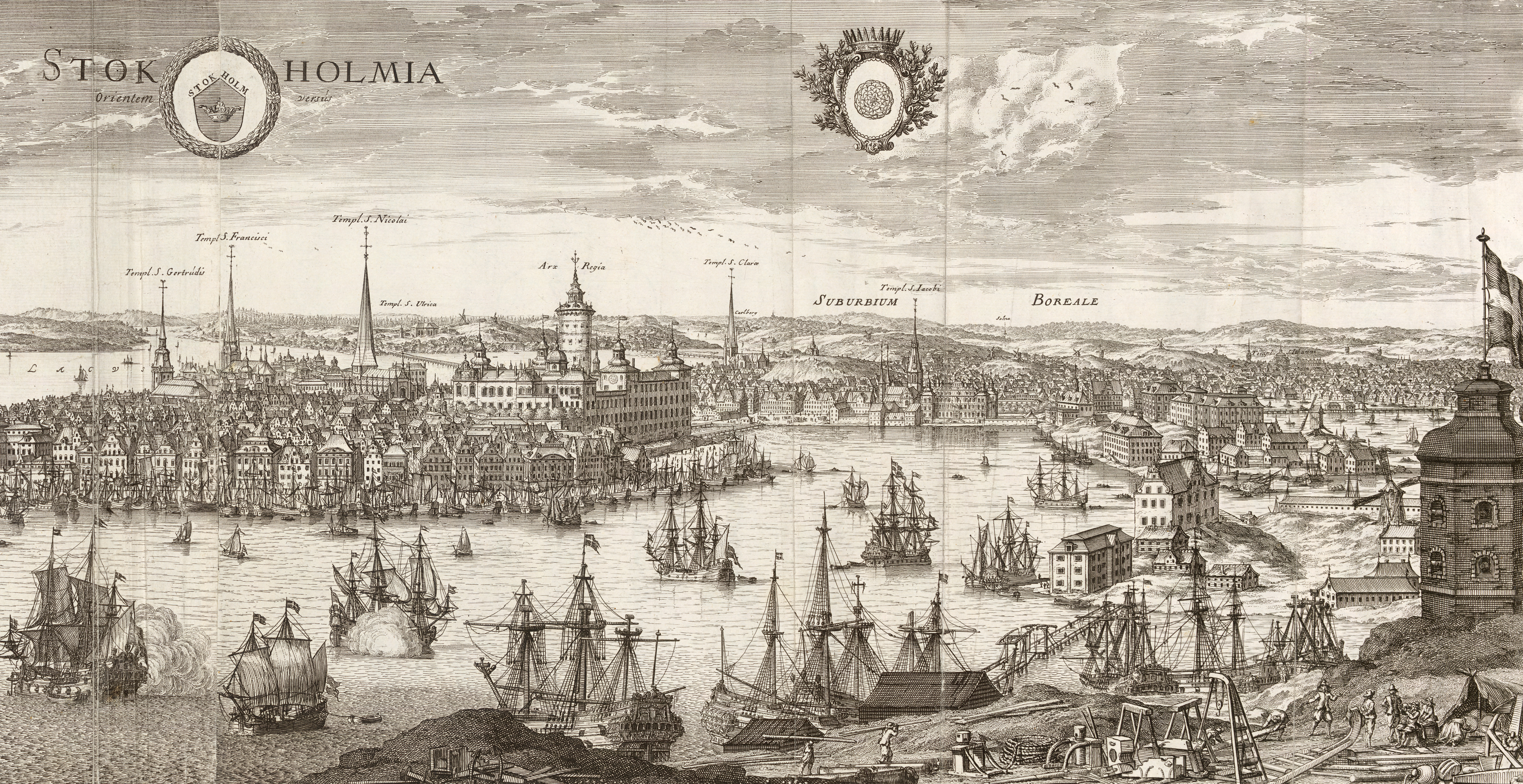
Gravura de Estocolmo por Erik Dahlbergh e Willem Swidde publicada em 1693 na Suecia Antiqua et Hodierna, mostrando o centro da cidade como um porto movimentado

## Projeto
A linha de batalha foi desenvolvida durante a Primeira Guerra Anglo-Holandesa, travada entre 1652 e 1654, uma tática em que navios formavam uma linha contínua para disparar lateralmente contra o inimigo. Táticas navais anteriores favoreciam poderio de fogo de curta distância e abordagens com a intenção de tomar prisioneiros, tanto pessoas quanto navios. Aprimoramentos na artilharia naval em meados do século XVII fizeram as táticas mudarem para confrontos a curta distância a fim de incapacitar ou afundar oponentes por meio de artilharia superior a longa distância. Isto também causou mudanças de doutrina, construção naval e profissionalismo nas várias marinhas europeias a partir da década de 1650. A linha de batalha favorecia navios maiores que eram mais bem armados e robustos o suficiente para permanecerem em posição durante um confronto. A centralização e concentração de fogo cada vez maiores nas nações estado durante a segunda metade do século XVII permitiu uma maior expansão das marinhas e exércitos, com novos estaleiros estatais começando a construir embarcações muito maiores. A Suécia iniciou um custoso programa de construção naval no final da década de 1660.
O Kronan era um dos navios mais bem armados do mundo quando foi lançado em 1672, tendo três conveses com 110 canhões. Tinha três conveses com canhões da proa à popa. Ao todo haviam sete níveis separados divididos em seis conveses. O porão ficava na parte mais profunda do navio, acima da quilha, enquanto imediatamente acima ficava o bailéu, mas ainda abaixo da linha de flutuação; ambos eram usados para armazenamento. Acima do bailéu estavam os três conveses de canhões, dois cobertos e o mais superior metade coberto e metade aberto aos elementos à meia-nau. A proa tinha um convés que formava o castelo de proa, enquanto a popa tinha dois conveses.

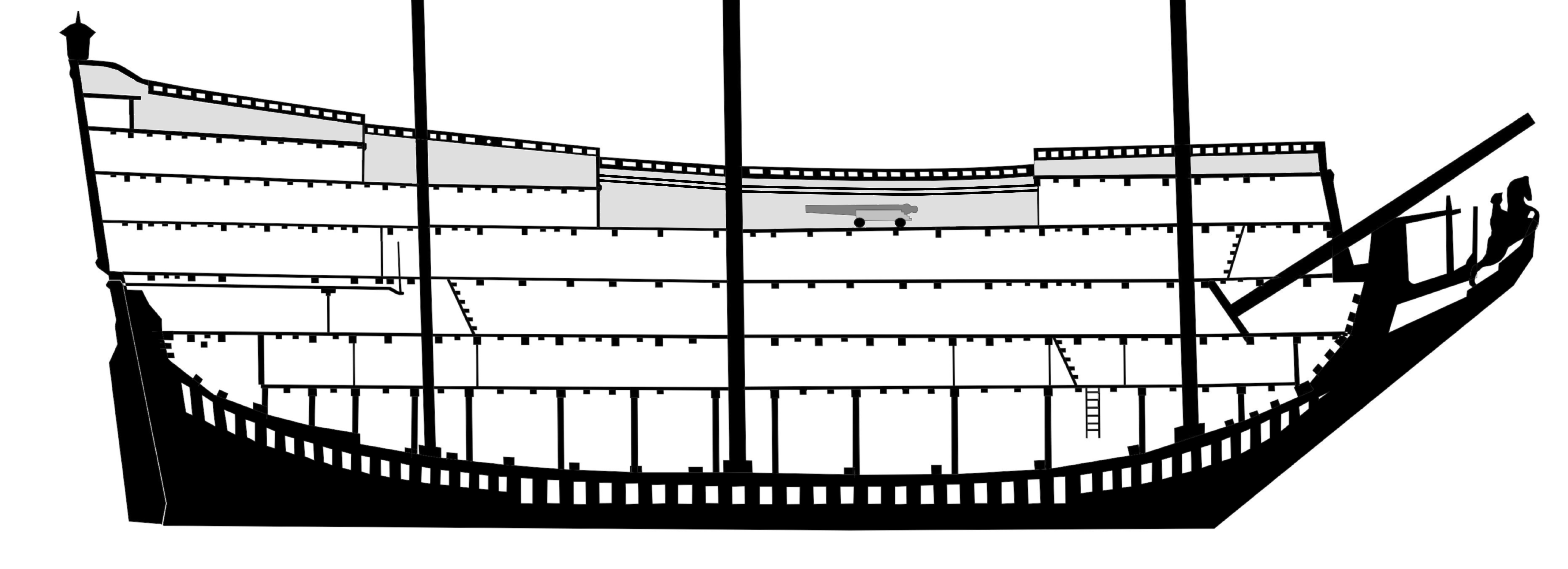
Diagrama dos conveses do Kronan

Navios suecos, durante a primeira metade do século XVII, eram construídos da maneira neerlandesa, com um fundo reto e retangular de calado pequeno. Este estilo era rápido de construir e adequado principalmente para os navios menores que navegavam pelos litorais rasos dos Países Baixos, mas não eram muito robustos, inadequados como navios de guerra e um tanto instáveis em mares bravios. A abordagem inglesa de construção tinha prevalecido na Suécia na época do Kronan, tendo um fundo mais redondo e calado mais profundo, além de uma armação mais resistente e maior estabilidade. Entretanto, a popa era mais reta abaixo da linha de flutuação, o que reduzia a resistência.
As dimensões do Kronan foram registradas por listas navais contemporâneas. Seu comprimento de proa à popa era de 53 metros, mas isto era consideravelmente mais curto do que o comprimento caso o gurupé e o bico fossem incluídos. A largura era de 12,9 metros e foi definida como o ponto mais largo entre armações, excluindo o forro de madeira. O calado variava dependendo do carregamento, mas totalmente carregado de suprimentos, munições e armamentos ele ficava em aproximadamente 6,2 a 6,8 metros. A altura da quilha até o ponto mais alto do mastro do grande nunca foi registrada, mas estimativas modernas indicam que era de pelo menos sessenta metros.
Não se sabe precisamente o deslocamento, pois os registros das dimensões não são exatos. Documentos contemporâneos descrevem apenas medidas aproximadas e baseado nestas o deslocamento foi estimado em por volta de 2,3 mil toneladas. Seu deslocamento em relação ao número e peso dos canhões fazia do Kronan um navio excessivamente armado, mas isto não era incomum para a época. Construtores navais europeus não construíam navios de três conveses grandes antes da década de 1650 e na década de 1660 os projetos ainda eram experimentais. Registros contemporâneos mostraram que embarcações inglesas e francesas semelhantes tinham a tendência de serem instáveis porque eram muito altas, estreitas e com muita artilharia. Alguns navios ingleses precisaram ser reforçados com "cintas", forros de madeira na linha de flutuação, para terem um desempenho satisfatório. Mares bravios podiam forçar essas embarcações a fecharem suas aberturas de canhões mais baixas, privando-os de sua artilharia mais pesada e eficaz. A construção do Kronan não foi inerentemente falha, com o navio tendo lidado com condições climáticas severas em 1675 e novamente apenas uma semana antes de afundar, mas poderia ser perigoso caso não fosse manejado direito. Navios de mesmo peso de canhões no século XVIII tinham mais tonelagem para apoiar estas armas, geralmente entre três e 3,5 mil toneladas, o que os deixava mais estáveis. O Kronan era o terceiro ou quarto maior navio do mundo quando foi construído, mas quando afundou era o sétimo.

### Armamento

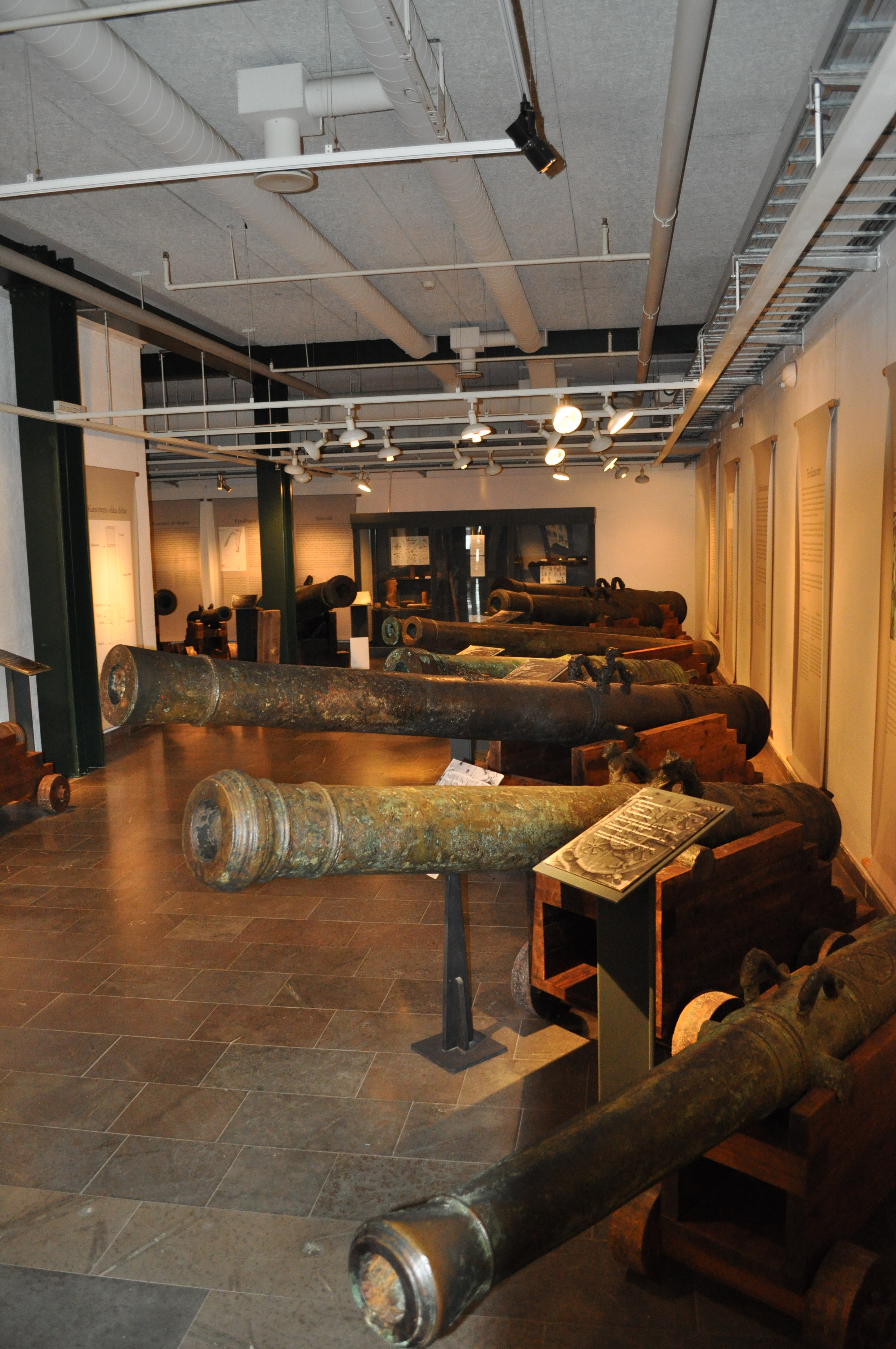
Canhões de vários tipos recuperados do Kronan no Musou Regional de Kalmar

O plano original de armamento do Kronan dizia que ele deveria ser equipado com 124 a 126 canhões; 34 a 36 em cada um dos conveses de canhões e outros dezoito espalhados pelo castelo de proa e castelo de popa. As armas eram classificadas pelo peso dos pelouros que disparavam, que variava entre três e 36 libras (1,3 a 15,3 quilogramas). Os canhões em si pesavam entre algumas centenas de quilogramas até quatro toneladas, com as peças mais pesadas ficando no convés mais baixo com armas cada vez mais leves acima. As armas mais poderosas do Kronan eram canhões de trinta e 36 libras no convés mais baixo e que tinham um alcance e poder de fogo superior ao armamento de quase todos os outros navios de guerra da época. A intenção de armas mais leves que dezoito libras era infligir danos à tripulação inimiga e aparelho em vez de ao casco.
Pesquisas modernas indicam que o número de canhões instalados no Kronan era consideravelmente inferior ao plano de armamento oficial. Na época, tais planos regularmente superestimavam o número de armas disponíveis. Eles costumavam ser estimativas ideais que raramente refletiam condições reais, seja por falta de peças ou por não ser prático. O total de canhões do navio era de 105 a 110 a partir do número de armas resgatadas dos destroços na década de 1680 e durante escavações na década de 1980. O número maior se encaixa com cálculos do número de aberturas no que restou dos destroços e do número de canhões que poderiam praticamente caber nos conveses. O número inferior é o número de armas encontradas nas escavações da década de 1980 combinado com a lista de canhões recuperados nas operações da década de 1680.
|                           | Plano de armamento de 1671                                                                    | Armamento real |
| ------------------------- | --------------------------------------------------------------------------------------------- | --- |
| Convés inferior           | 12 canhões de 36 libras 16 canhões de 30 libras 4 canhões de 24 libras 2 canhões de 18 libras | 8 canhões de 36 libras 8 canhões de 30 libras 10 canhões de 24 libras 4 canhões de 24 libras longos                                                     |
| Convés do meio            | 36 canhões de 24 libras                                                                       | 4 canhões de 24 libras pesados 16 canhões de 24 libras leves 6 canhões de 12 libras pesados 4 canhões de popa de 12 libras longos 2 canhões de 8 libras |
| Convés superior           | 36 canhões de 12 libras                                                                       | 10 canhões de 12 libras pesados 10 canhões de 10 libras leves 2 canhões de 10 libras 2 canhões de 8 libras 2 canhões de 6 libras pesados                |
| Castelo de proa e de popa | 20 canhões de 6 libras                                                                        | 10 canhões de 6 libras 6 canhões de 3 libras |

Vários tipos de munição estavam disponíveis para diferentes usos: pelouros para cascos, balas encadeadas para mastros e velas, e metralhas que tinham um efeito devastador contra pequenos grupos de homens. O Kronan era equipado com 130 mosquetes e oitenta fechos de mecha ou pederneiras para abordagens. Para combates a curta distância havia 250 piques, duzentos machados e 180 espadas. Armas maiores foram encontradas durante as escavações dos destroços, como hakebössor, similar a um bacamarte. Estes eram equipados com uma pequena trava embaixo do cano para que pudessem ser presos em um parapeito e assim absorver o coice dos disparos. Uma hakebössa ainda estava carregada com um pequeno recipiente com vinte balas de chumbo que teriam sido usadas para liberar um convés inimigo antes de uma abordagem.

### Ornamentação
Uma ornamentação elaborada era uma parte importante da aparência de um navio na década de 1660, mesmo ela tendo sido simplificada desde o início do século. Acreditava-se que tais ornamentações aumentavam a autoridade dos monarcas e retratavam o navio como um símbolo de proeza marcial e autoridade real. Não há ilustrações contemporâneas da ornamentação do Kronan, mas ela era mais suntuosa na popa de acordo com a prática comum. Há duas imagens do navio feitas por artistas dinamarqueses. Os dois trabalhos foram encomendados muitos anos depois dos naufrágios com o objetivo de celebrar a vitória dinamarquesa. A pintura de Claus Møinichen de 1686 no Palácio de Frederiksborg mostra a popa dominada por dois leões segurando uma enorme coroa. O fundo é azul com esculturas e ornamentos em dourado. O artista sueco Hans Soop, que anteriormente estudou as ornamentações do Vasa, sugeriu que Møinichen talvez tenha intencionalmente exagerado o tamanho da embarcação a fim de aumentar a vitória dinamarquesa. Uma tapeçaria no Castelo Rosenborg mostra o Kronan como um navio de dois conveses com um tema de coroa que é ainda maior do que a obra de Møinichen.
Arqueólogos não foram capazes de recuperar um número suficiente de esculturas do Kronan para que uma reconstrução detalhada da ornamentação possa ser feita. Os mascarões e putti que foram recuperados em 2007 apresentam uma qualidade artística considerável. Uma grande escultura de um guerreiro foi encontrada em 1987 e é um exemplo de obra de qualidade, sendo possivelmente um retrato simbólico do rei. Esta conclusão permanece especulativa já que nada é conhecido sobre as ornamentações e esculturas.

## Construção
A Suécia iniciou na década de 1660 um programa de construção naval que tinha a intenção de expandir a frota e substituir navios antigos. Uma nova capitânia era necessária para substituir o antigo Kronan de 1632. O corte das grandes quantidades de madeira que eram necessárias para a nova embarcação começou no inverno de 1664 para 1665. O historiador Kurt Lundgren estimou que sete a dez hectares de carvalho de floresta foram necessários para o casco e vários pinheiros robustos para os mastros e gurupé.
O batimento de quilha do Kronan ocorreu em outubro de 1665 e o casco foi lançado ao mar em 31 de julho de 1668. Francis Sheldon, o mestre construtor, frequentemente entrou em conflito com o almirantado sobre o projeto. Os administradores achavam que ele estava atrasando indevidamente a construção e gastando muito tempo em empreendimentos particulares. A questão mais contenciosa era que Shelton estava em um negócio lucrativo de exportação de madeira para sua natal Inglaterra. Ele por sua vez reclamava sobre os atrasos constantes por parte da marinha e a falta de dinheiro necessário para terminar o projeto. A rampa de lançamento era muito pequena e a seção de ré da quilha quebrou durante o lançamento. O almirantado exigiu uma explicação, mas a resposta de Shelton era de que os danos poderiam ser facilmente consertados e que o problema fora que a madeira tinha sido deixada para secar por muito tempo. O conflito se arrastou por anos e causou atrasos constantes. As esculturas foram finalizadas em 1669, mas o aparelho, blocos de polias e armamento demoraram mais três anos. O navio navegou pela primeira vez em dezembro de 1672 durante celebrações da ascensão de Carlos.

## Tripulação

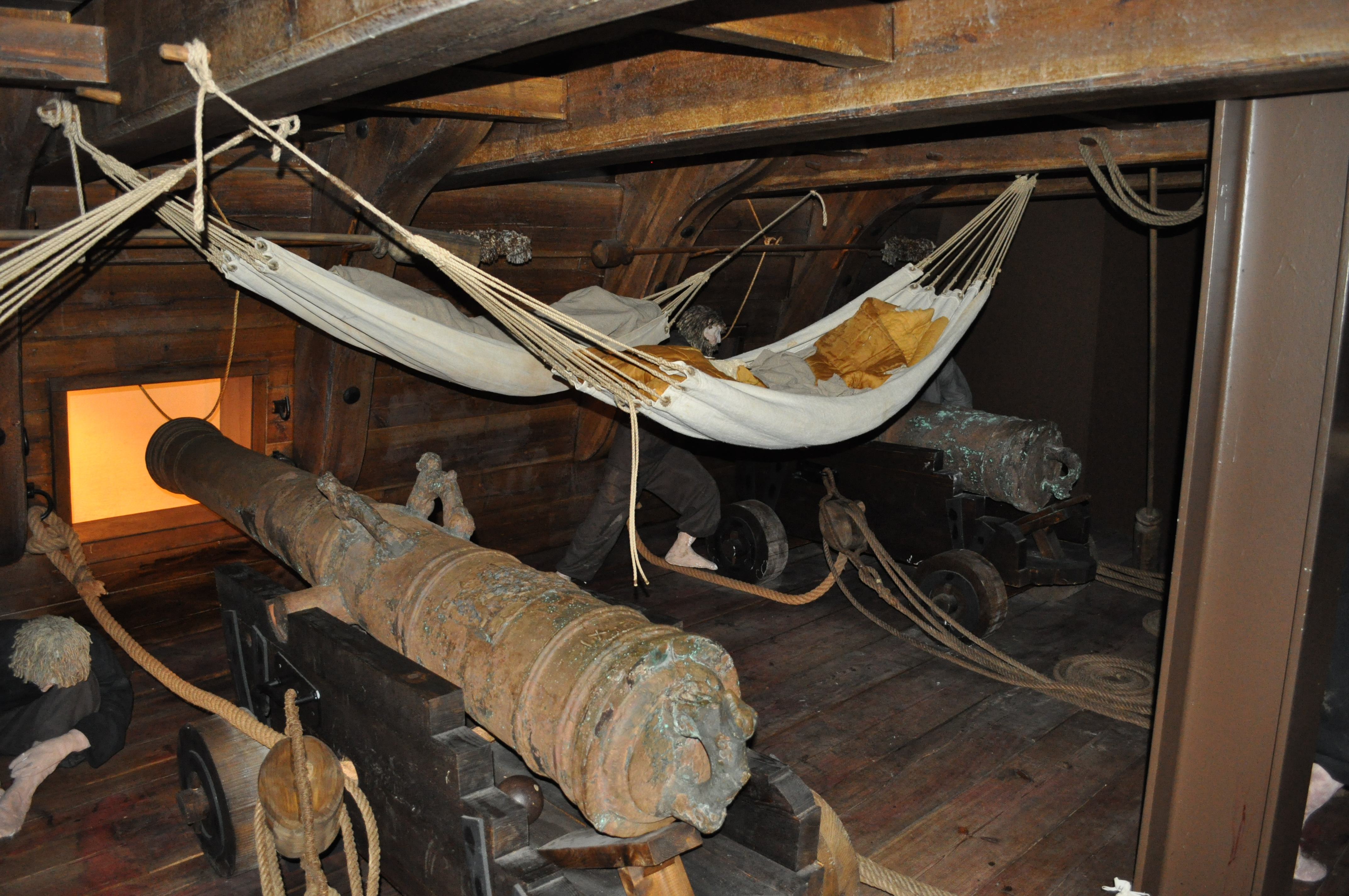
Recriação de uma seção do convés de canhões do Kronan

O Kronan era um dos maiores navios de sua época e assim tinha uma grande tripulação. Ele afundou com aproximadamente 850 pessoas a bordo, quinhentos marinheiros e 350 soldados. Historiadores modernos compararam a embarcação com uma cidade sueca de tamanho mediano do século XVII, descrevendo-a como uma "sociedade em miniatura". A bordo estavam homens representantes tanto da classe social alta quanto da baixa. Mulheres podiam subir a bordo de navios de guerra apenas dentro dos limites do arquipélago de Estocolmo, precisando desembarcar antes de alcançar alto-mar. O Kronan, como uma comunidade flutuante, espelhava padrões sociais contemporâneos da vida civil e militar, duas esferas que não eram estritamente separadas na Suécia do século XVII.
Toda a tripulação se vestia com roupas civis e não havia um uniforme naval comum. O Exército Sueco apenas recentemente tinha introduzido informes padronizados, algo que ainda era incomum na maior parte da Europa. As vestimentas se diferenciavam de acordo com classe social, com oficiais da nobreza se vestindo com roupas elegantes e caras enquanto tripulantes ordinários se vestiam como trabalhadores. As únicas exceções eram soldados do Regimento Västerbotten de infantaria, que na década de 1670 estavam equipados com os primeiros uniformes carolíngios em azul e branco. A tripulação às vezes recebia vestimentas ou tecidos para preparar um "traje de marinheiro", que os diferenciava das roupas da população geral. Oficiais mantinham uma grande coleção de roupas finas para uso a bordo, mas não se sabe se eram usadas todos os dias. É mais provável que detinham um conjunto de roupas feitas de materiais mais simples, duráveis e confortáveis que eram mais práticas em alto-mar.
Recrutamento era feito por convocações como parte do antigo sistema de loteamento. Marinheiros e artilheiros vinham de uma "casa de marinheiro", pequenas unidades administrativas em regiões costeiras que proporcionavam à frota um homem adulto para serviço naval. Os soldados a bordo eram recrutados dos equivalentes do exército. Oficiais vinham principalmente da nobreza ou da classe média superior, sendo pagos pelo sistema de loteamento ou pela renda de propriedades designadas para o propósito. Oficiais graduados provavelmente levavam seus criados pessoais. Uma jaqueta vermelha usada por um dos mortos provavelmente pertencia a um desses acompanhantes.

## Carreira

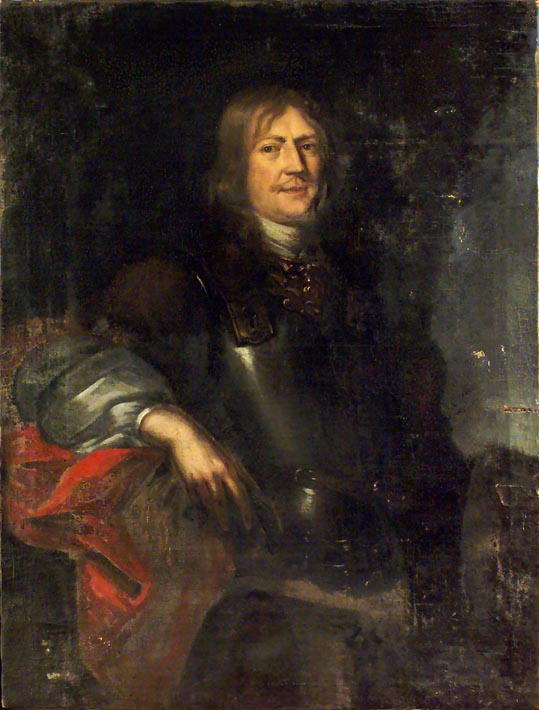
Gustaf Otto Stenbock, quem Carlos XI responsabilizou pessoalmente por fracassar no reforço à Pomerânia Sueca

### Expedição de 1675
A Suécia foi derrotada na Batalha de Fehrbellin em junho de 1675 e a frota foi encarregada de transportar reforços para a Pomerânia Sueca. O potencial de sucesso era grande, com vários navios grandes sendo designados: o Kronan, o Svärdet de 1,8 mil toneladas, o Äpplet e o Nyckeln, ambos de 1,4 mil toneladas. Ao todo haviam 28 navios de grande e médio porte e quase o mesmo número de embarcações menores. Porém, a organização do reabastecimento foi deficiente. Haviam poucos oficiais graduados experientes e a cooperação interna foi ruim. Contemporâneos dinamarqueses desdenhosamente descreveram as tripulações suecas como "agricultores mergulhados em água salgada".
A frota partiu em outubro de 1675 com o Kronan como capitânia e sob o almirante do reino Gustaf Otto Stenbock, mas não foi além de Stora Karlsö, na Gotlândia. O clima estava incomumente frio e tempestuoso e os navios não podiam ser aquecidos. Os tripulantes estavam sem vestimentas adequadas e muitos adoeceram. Os suprimentos foram diminuindo e o Kronan perdeu uma de suas âncoras em menos de duas semanas, assim Stenbock voltou para Dalarö, ao sudoeste de Estocolmo. Nada foi feito com os reforços para as províncias germânicas. Carlos ficou enfurecido e pessoalmente responsabilizou Stenbock pelo fracasso, forçando-o a pagar cem mil táleres de seu próprio bolso. O rei depois o reabilitou ao lhe dar uma nomeação militar na Noruega, mas o substituiu em 1676 pelo barão Lorentz Creutz, um proeminente funcionário do tesouro. O historiador Jan Glete afirmou que isto foi "necessário em tempos de crise" pelas habilidades administrativas de Creutz e conexões no erário público, mas ele não tinha experiência alguma como comandante naval, algo que seria crucial posteriormente.

### Expedição de inverno
A situação das tropas na Pomerânia se deteriorou durante o inverno de 1675 para 1676 e a frota fez outra uma tentativa desesperada de socorro. O clima estava incomumente frio e grandes partes do Mar Báltico estavam congeladas. A frota, agora sob o comando do almirante Claes Uggla, ficou bloqueada pelo gelo ao chegarem em Dalarö em 23 de janeiro. Erik Lindschöld, membro do Conselho Real, tinha sido designado pelo rei para auxiliar a expedição, elaborando a ideia de cortar o gelo a fim de permitir que a frota chegasse ao mar. Centenas de camponeses locais receberam ordens de abrirem um estreito canal pelo gelo com serras e picaretas até o ancoradouro de Älvsnabben, mais de vinte quilômetros de distância. Os navios chegaram no local em 14 de fevereiro, três semanas depois, mas descobriram que o mar fora dos recifes internos também estava congelado. Uma tempestade atingiu os navios amontoados e o resultante movimento do gelo esmagou o casco do navio de suprimentos Leoparden, afundando-o. Uma força dinamarquesa tinha conseguido alcançar o mar aberto e observou a imobilizada frota sueca à uma boa distância. As temperaturas diminuíram ainda mais e a expedição foi abandonada.

### Batalha de Öland

#### Pré-batalha

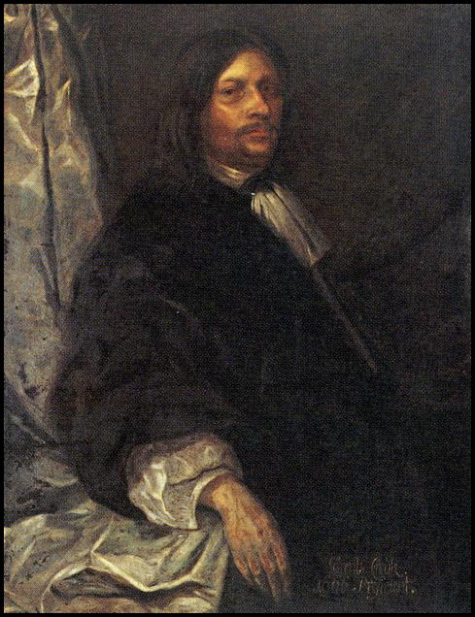
Lorentz Creutz, nomeado por Carlos XI em 1675 para comandar a marinha

Uma frota dinamarquesa de vinte navios partiu de Copenhague no início de março sob o comando do almirante Nils Juel. Ela desembarcou tropas na Gotlândia em 29 de abril e rapidamente conquistou a ilha. A frota sueca recebeu ordens de partir em 4 de maio, mas ventos adversos adiaram isto até o dia 19. Juel nesta altura já tinha ido embora de Visby com uma guarnição. Ele seguiu para Bornholm a fim de se encontrar com uma pequena esquadra dano-neerlandesa para navegar entre a Escânia e Rúgia com o objetivo de impedir quaisquer reforços suecos para a Pomerânia. As duas frotas se enfrentaram entre 25 e 26 de maio na Batalha de Bornholm. Os suecos tinham uma vantagem considerável em navios, canhões e homens, mas foram incapazes de infligir perdas na força dano-neerlandesa, tendo perdido um brulote e outras duas embarcações menores. A batalha revelou uma falta de coerência e organização entre os suecos, o que acabou com o relacionamento de Creutz com seus oficiais.
Os suecos ancoraram em Trelleborg, onde Carlos estava esperando com ordens para recapturar a Gotlândia. A frota deveria evitar combate até pelo menos terem alcançado a extremidade norte de Öland. Os navios partiram em 30 de maio e foram logo interceptados pela frota dano-neerlandesa, que iniciou uma perseguição. Nesta altura os inimigos tinham sido reforçados por uma segunda esquadra e totalizavam 42 embarcações, 25 das quais eram navios de linha de grande e médio porte. Os reforços também trouxeram consigo um novo comandante, o tenente-almirante neerlandês Cornelis Tromp, um dos mais renomados estrategistas navais da época. As duas frotas navegaram para o norte e em 1º de junho passaram pela extremidade sul de Öland em uma ventania forte. Os navios suecos tiveram um desempenho ruim e perderam mastros e antenas. Os oficiais formaram uma linha de batalha que se manteve com grande dificuldade. Eles tentaram ficar à frente dos navios de Tromp com o objetivo de ganharem uma posição tática vantajosa ao ficarem entre o litoral e os navios inimigos. Os navios neerlandeses conseguiram navegar mais rápido que o resto da força e conseguiram se posicionar entre os suecos e o litoral, tomando a posição vantajosa. As duas forças aproximaram-se mais tarde naquela manhã e logo ficaram no alcance dos canhões.

#### Naufrágio

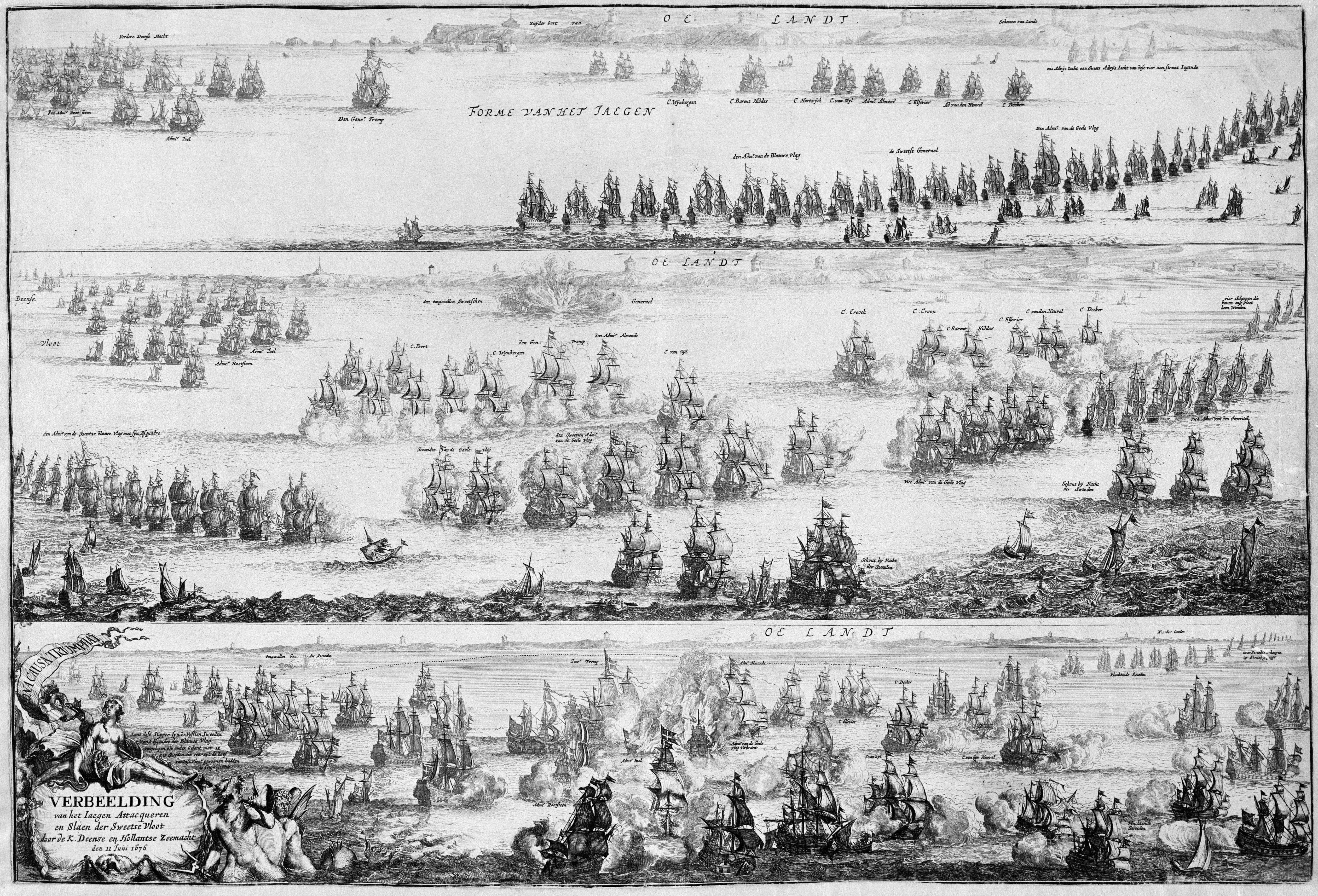
Representação contemporânea da batalha em três fases por Romeyn de Hooghe em 1676. 1: as duas frotas navegando para o norte pelo litoral de Öland, tendo acabado de passar pela extremidade sul da ilha. 2: O Kronan explodindo e o Svärdet cercado. 3: a frota sueca em desordem e sendo perseguida.

Ao meio-dia, a certa distância do vilarejo de Hulterstad, a frota sueca fez aquilo que o historiador militar Ingvar Sjöblom descreveu como "uma manobra amplamente debatida". Os navios suecos, por sinalizações mal compreendidas e mal coordenadas, tentaram virar e enfrentar a frota dano-neerlandesa antes de terem passado pela extremidade norte de Öland, algo que tinha sido concordado antes da batalha. Era bem conhecido que viradas bruscas em clima ruim eram perigosas, especialmente para navios com problemas de estabilidade. O Kronan virou para bombordo, mas com muita vela, alteando muito a ponto de água começar a entrar pelas aberturas dos canhões. A tripulação não conseguiu corrigir o equilíbrio e o navio deitou completamente com seus mastros paralelos a água. A pólvora guardada na proa se incendiou pouco depois por motivos desconhecidos e explodiu, destruindo uma grande parte de estibordo à vante do mastro do grande. A seção restante ergueu-se com a popa apontando para o ar e a parte destruída apontando para o fundo do mar. O Kronan rapidamente afundou por bombordo. O casco sofreu uma grande fratura pela lateral quando atingiu o fundo, danificando ainda mais a estrutura.

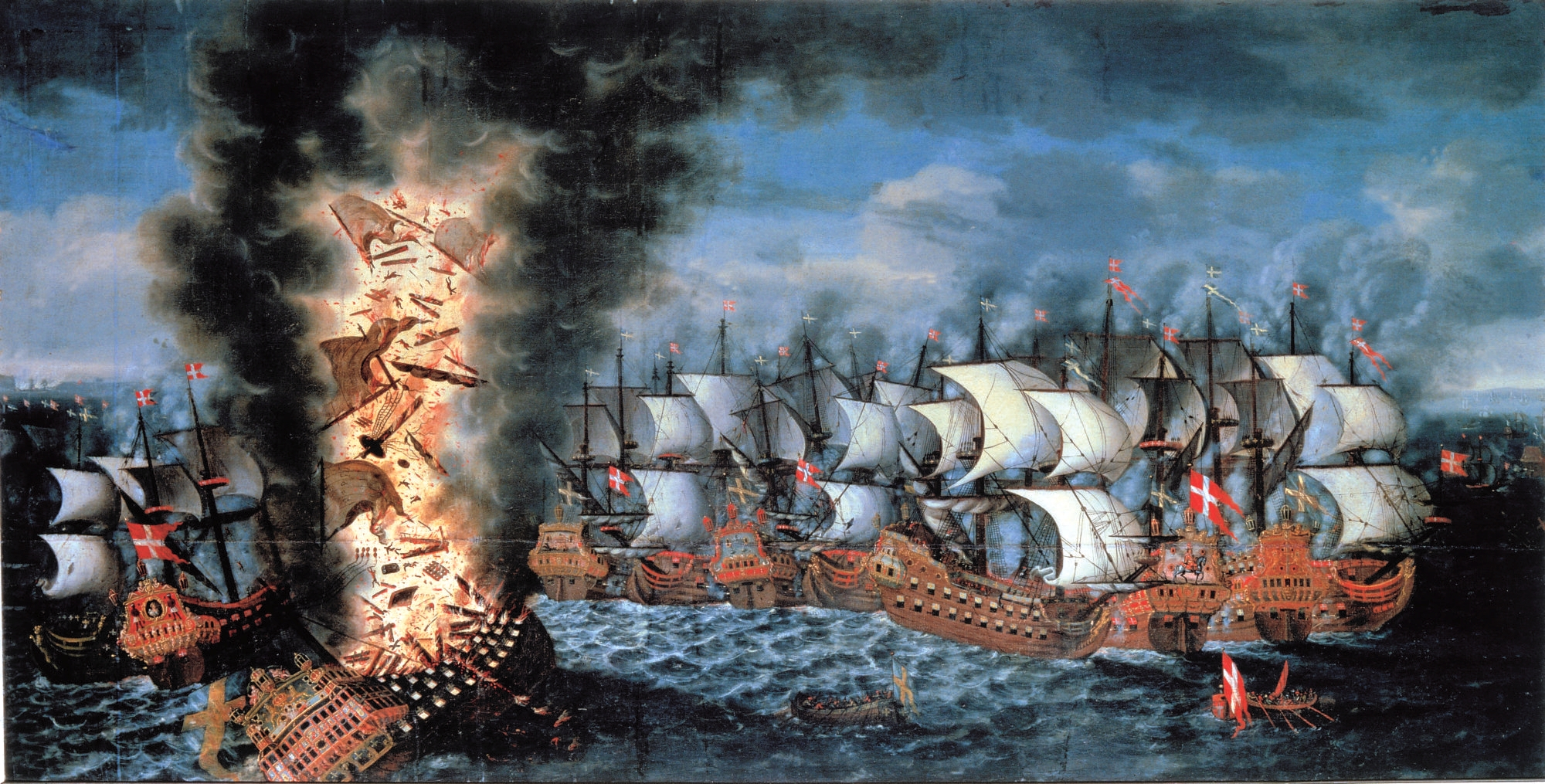
Pintura de Claus Møinichen em 1686 do Kronan explodindo e afundando. À direita o Svärdet está cercado por navios dinamarqueses. Na realidade, estes dois eventos ocorreram em locais e momentos diferentes da batalha.

Grande parte da tripulação sofreu traumas severos durante o naufrágio de acordo com análises osteológicas de restos mortais. Muitos tinham lacerações profundas e não cicatrizadas nos crânios, vértebras, costelas e outros membros. Há duas principais teorias sobre as causas. A osteologista Ebba Düring sugeriu que a disciplina e coesão social ruiu durante o naufrágio. A tripulação recorreu a "todos os meios à sua disposição, tanto físicos como psicológicos" para escapar, uma interpretação compartilhada por Ingvar Sjöblom. Por outro lado, a historiadora médica Katarina Villner propôs que os ferimentos foram causados pelo caos repentino e violento do próprio naufrágio, que teria jogado homens, equipamentos e canhões de um lado para o outro.
A perda do Kronan deixou as forças suecas em desordem e logo o Svärdet, agora a nova capitânia, foi cercado pelas capitânias inimigas e incendiado por um brulote neerlandês após um longo duelo de artilharia. Apenas cinquenta de sua tripulação de 650 conseguiram sobreviver, com Uggla estando entre os mortos. A frota sueca ficou completamente perdida com o naufrágio de seus dois comandantes mais graduados com seus dois maiores navios. O Solen depois encalhou; o Järnvågen, Neptunus e três embarcações menores foram capturadas; e o Äpplet afundou depois de se soltar de suas amarras em Dalarö.

#### Consequências
Segundo o oficial de artilharia Anders Gyllenspak, apenas quarenta homens sobreviveram ao naufrágio: ele próprio, o major Johan Klerk, dois trombeteiros, catorze marinheiros e 22 soldados, significando que mais de oitocentas pessoas morreram. Dentre eles estavam meia dúzia de oficiais navais e militares, bem como o médico chefe do almirantado e o boticário da frota. Aproximadamente 1,4 mil homens morreram entre o Kronan e o Svärdet, com centenas de corpos aparecendo no litoral leste de Öland nos dias seguintes da batalha. Segundo o vigário da paróquia de Långlöt, 183 corpos foram recuperados das praias e enterrados em cemitérios de Hulterstad e Stenåsa. O corpo de Creutz foi identificado e enviado para sua propriedade em Sarvlax, na Finlândia, onde foi enterrado. As perdas foram ainda piores porque o Kronan era a capitânia e assim tripulado pelos melhores marinheiros e artilheiros da frota. Todo o estoque da Marinha Sueca de canhões de 30 e 36 libras afundou com o Kronan e o Svärdet. Mais de trezentas toneladas de canhões de bronze que valiam quase 250 mil táleres de prata afundou com ambos, uma soma que era ligeiramente maior do que dos próprios navios.
Carlos soube sobre a derrota uma semana depois, imediatamente ordenando que uma comissão investigasse o fiasco. O rei queria saber se o almirante Johan Bär do Nyckeln e outros oficiais eram culpados de covardia ou incompetência. Carlos escreveu em 13 de junho que "alguns de nossos oficiais marítimos demonstraram tal covardia e descuido [que eles] colocaram a segurança, bem-estar e defesa do reino em grande perigo" e que "um crime tão grande deve ser punido severamente". A comissão começou seus trabalhos seis dias depois da batalha e terminou em outubro do ano seguinte, mas sem emitir sentenças. Bär e o tenente-almirante Christer Boije, que tinha encalhado com o Äpplet, nunca mais receberam um comando. Hans Clerck do Solen, um dos acusados, foi promovido a almirante pelo rei antes mesmo da comissão apresentar suas conclusões.

## Causas do naufrágio
Uma manobra inapropriada realizada em condições climáticas ruins é a causa mais óbvia para o naufrágio do Kronan. Diferentemente do Vasa, as características de navegação do Kronan não eram inerentemente falhas e o navio tinha servido por vários anos em clima ruim. Gyllenspak chegou até a fazer comparações diretas com o Vasa durante a comissão de inquérito. Ele testemunhou que o lastro tinha sido aliviado em Dalarö no início da campanha e que a embarcação não tinha reabastecido seu estoque de bebidas, assim estava com um calado mais raso e consequentemente menos estável do que estaria com estoques completos, porém não chegou a culpar Creutz.
Nunca foi explicado satisfatoriamente o motivo da frota sueca não ter seguido seu plano original de enfrentar a força dano-neerlandesa ao norte de Öland. Segundo Gyllenspak e Rosenberg, este um capitão de infantaria sobrevivente do Kronan, Creutz fez a virada porque Uggla tinha sinalizado que iria fazer uma virada. Rosenberg também acreditava que Bär estava prestes a virar e que Uggla considerou necessário seguir esta manobra inesperada a fim de manter a coesão da frota. Os oficiais Anders Homman e Olof Norman do Svärdet afirmaram que apenas Creutz como comandante da frota poderia ter tomado tal decisão e que Uggla estava apenas seguindo o Kronan. Testemunhas também afirmaram que conflito entre os oficiais foi o motivo das precauções necessárias não terem sido feitas antes do Kronan virar. Rosenberg testemunhou que o tenente-almirante Arvid Björnram e o major Klas Ankarfjäll tinham descordado abertamente sobre quanta vela deveria ser desfraldada e o quão próximo do litoral o navio deveria navegar. Gyllenspak disse que o timoneiro sênior da frota Per Gabrielsson tinha revelado suas preocupações sobre virar em clima ruim, mas ninguém seguiu seu conselho.
Acadêmicos criticaram Creutz como um marinheiro e oficial incompetente que causou o naufrágio pela sua falta de experiência naval. Grandin sugeriu que a intenção da manobra era se aproveitar do fato que a frota dano-neerlandesa estava espalhada, mas que muitos dos oficiais do Kronan eram contra a ideia. Creutz e Björnram queriam virar rapidamente a fim de ganharem uma vantagem tática, enquanto Ankarfjäll e Gabrielsson ficaram preocupados com a segurança imediata da embarcação. Grandin também sugeriu que Creutz possa ter sofrido um colapso mental depois do fracasso em Bornholm e que a disputa aberta com seus oficiais levou a uma decisão precipitada e fatal.
Análises mais recentes apresentaram a questão da responsabilidade como algo mais sutil e complexo, sugerindo que Creutz não pode ser destacado como o único responsável pelo naufrágio. Sjöblom e Lars Ericson Wolke destacaram que a posição de Creutz como almirante era comparável àquela de ministro chefe. Ele teria sido principalmente um administrador sem a necessidade de grande conhecimento de detalhes práticos; desta forma, virar o navio em clima ruim teria sido a responsabilidade de seus subordinados. Sjöblom destacou que divergência entre Ankarfjäll e Björnram sobre quanta vela era necessária para a virada gastou um tempo precioso em uma situação em que decisões rápidas eram cruciais. Creutz também estava em uma posição única como comandante supremo da marinha sem experiência alguma em questões militares. O corpo de oficiais navais sueco no final do século XVII carecia do prestígio gozado pelos comandantes do exército, com oficiais experientes e até mesmo almirantes podendo ser superados por civis ou até mesmo comandantes do exército com pouca ou nenhuma experiência naval. O arqueólogo marinho Lars Einarsson sugeriu que o "temperamento colérico e obstinado" de Creutz provavelmente desempenhou algum papel no desastre, mas isto também podia ser igualmente culpado em uma tripulação inexperiente e sem treinamento e na discórdia aberta entre seus oficiais. Segundo Sjöblom, não está claro que havia algum comandante designado com responsabilidade geral para o Kronan.

## Destroços

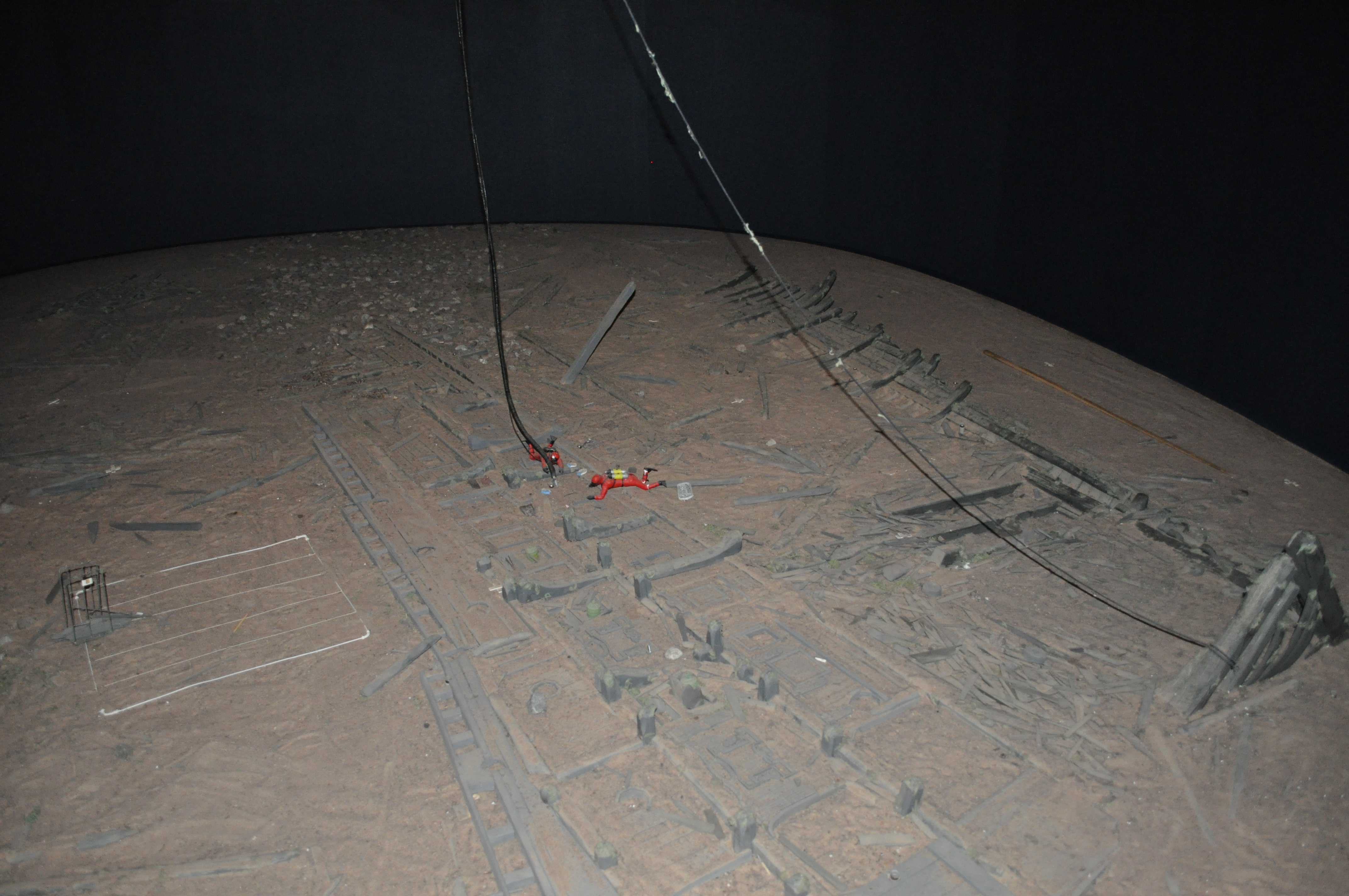
Miniatura dos destroços do Kronan no Museu Regional de Kalmar

O custo total do Kronan foi estimado em 326 mil táleres de prata em valores da época, com aproximadamente 166 mil sendo apenas dos armamentos. Desta forma, era do interesse da Marinha Sueca que o maior número possível de canhões fossem recuperados. Quase todas as armas do Vasa tinham sido recuperadas no início da década de 1660 por meio de tecnologias muito aprimoradas. O comandante Paul Rumpf e o almirante Hans Wachtmeister foram encarregados de recuperar os canhões do Kronan. Eles usaram sinos de mergulho foram capazes de erguer sessenta canhões que valiam 67 mil táleres, trabalhando durante o verão entre junho e agosto de 1679 a 1686, assim que a guerra contra a Dinamarca terminou. Experimentos realizados em 1986 nos destroços do navio concluíram que as operações de resgate do século XVII devem ter exigido uma experiência e habilidade consideráveis, além de condições climáticas favoráveis. Essas expedições foram muito rentáveis, mesmo as condições próximas de Öland serem difíceis, com água gelada e clima imprevisível, bem como a necessidade de uma grande equipe. O historiador Björn Axel Johansson calculou que o custo total para todos os trabalhadores durante as oito temporadas de mergulho foi menos de dois mil táleres, o valor de um único canhão de 36 libras do Kronan.

### Redescoberta
O engenheiro marítimo e historiador amador Anders Franzén começou a procurar antigos naufrágios suecos na década de 1940 e ficou renomeado nacionalmente em 1956 ao localizar o Vasa em Estocolmo. O Kronan era um de vários naufrágios famosos em uma lista de destroços em potencial que ele tinha listado. Franzén e outros vasculharam arquivos e realizaram varreduras do mar ao leste do litoral de Öland por quase trinta anos. Uma equipe procurou próximo de Hulterstad nas décadas de 1950 e 1960, primeiro com dragas e depois com escaneamento de sonar. Pranchas de madeira que acreditava-se serem do Kronan foram localizadas em 1971, mas esta pista não pode ser adequadamente investigada na época. A área de busca foi reduzida na década de 1970 com o uso de sonares de varredura lateral e magnetômetros, um instrumento que detecta a presença de ferro. Com estes dois instrumentos uma equipe identificou um local provável, com câmeras subaquáticas confirmando em agosto de 1980 que era realmente o Kronan.

## Arqueologia
Os destroços do Kronan estão a 26 metros de profundidade no litoral leste de Öland, a seis quilômetros de Hulterstad. Expedições anuais tem ocorrido desde sua descoberta, normalmente entre junho e agosto. As condições subaquáticas para trabalhos arqueológicos são boas para os padrões do Báltico: os destroços estão longe da terra, fora de rotas de navegação normais e não foram afetados pela poluição da terra ou crescimento excessivo de vegetação marítima. A visibilidade, especialmente no verão, é boa e pode chegar a vinte metros. O leito marítimo consiste principalmente de areia infértil que reflete boa parte da luz da superfície, ajudando nas análises e documentação do local com câmeras. Aproximadamente 85 por cento dos destroços foram mapeados e o Kronan se tornou um dos projetos arqueológicos marinhos mais amplos e conhecidos no Báltico.

### Descobertas

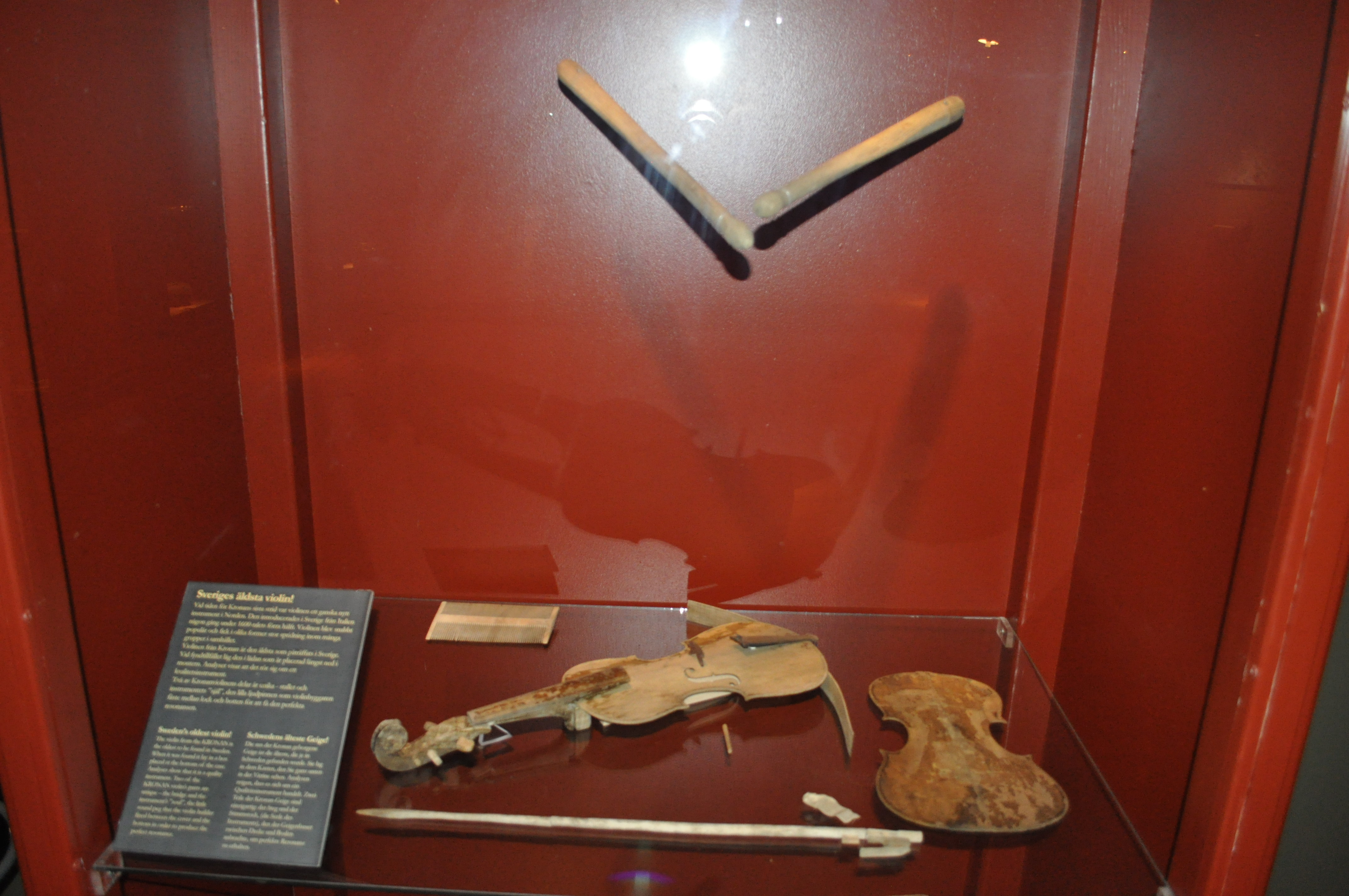
Restos de um violino e duas baquetas encontrados nos destroços

Mais de trinta mil artefatos do Kronan foram recuperados e catalogados, desde canhões de bronze de quatro toneladas até fragmentos de cascas de ovo. Houve várias descobertas de importância considerável e algumas de valor histórico e arqueológico únicos. Um dos primeiros achados foi uma pequena mesa de gabinete com nove gavetas contendo instrumentos de navegação, ferramentas para limpeza de tubos, talheres e utensílios de escrita, itens que muito provavelmente pertenciam a algum oficial. O Kronan carregava uma grande quantidade de dinheiro na forma de moedas de prata. Além do salário da tripulação, um baú de guerra era necessário para despesas imprevistas. Uma coleção de 255 moedas de ouro foi encontrada em 1982, a maioria delas ducados. A origem de moedas individuais varia consideravelmente, como Cairo, Reval e Sevilha. Outros 46 ducados foram encontrados em 2000. Essa coleção de moedas é provavelmente o maior tesouro de ouro já encontrado na Suécia, porém não era suficiente para cobrir grandes gastos, o que levou à suposição de que elas eram propriedade pessoal de Creutz. Mais de novecentas moedas de prata foram encontradas nos destroços do porão em 1989, sendo nesta época a maior coleção de moedas de prata já descoberta na Suécia. Um conjunto muito maior de quase 6,2 mil moedas foi encontrado em 2005, enquanto no ano seguinte foi descoberto outro de mais de sete mil. O tesouro de 2005 era composto quase inteiramente de moedas de quatro öre cunhadas em 1675, representando um por cento de toda a produção de moedas de quatro öre daquele ano.
Vários instrumentos musicais foram encontrados, incluindo um trompete, três violinos e uma viola da gamba, todos objetos caros que provavelmente pertenciam aos oficiais ou aos trombeteiros. Um dos trombeteiros a bordo era membro do conjunto musical do almirante e presume-se que um dos instrumentos germânicos especialmente bem feitos pertencia a ele. Outros restos foram descobertos em 1997, consistindo de uma cesta de tecido cheia de tabaco e outros alimentos e especiarias importadas, incluindo gengibre, ameixas, uvas e penas de canela. Aproximadamente sete por cento de todos os achados são tecidos. Boa parte das roupas, particularmente dos oficiais e seus criados, estão bem preservadas e proporcionaram informações sobre fabricação de roupas no final do século XVII, algo que de outra forma teria sido difícil de pesquisar a partir apenas de representações.